# Hi Tech Expressions
Hi Tech Expressions var en amerikansk datorspelförlag och utvecklare med huvudkontor på Manhattan, New York. Företaget grundades 1988. Under sin existens publicerade företaget The Hunt for Red October och War in Middle Earth (härledd från boken Sagan om ringen av J.R.R. Tolkien).